# Крістіна Торренс-Валеро
Крістіна Торренс-Валеро (ісп. Cristina Torrens Valero; нар. 12 вересня 1974) — колишня  іспанська тенісистка.
Найвищу одиночну позицію рейтингу WTA — ранг 27 досягнула 4 березня 2002 року.
Завершила кар'єру 2004 року.

## Фінали турнірів WTA

### Одиночний розряд: 5 (2–3)
| Легенда: до 2009            | Легенда: починаючи з 2009 |
| --------------------------- | ------------------------- |
| Турніри Великого шолома (0) |                           |
| WTA Championships (0)       |                           |
| Tier I (0)                  | Premier Mandatory (0)     |
| Tier II (0)                 | Premier 5 (0)             |
| Tier III (1-0)              | Premier (0)               |
| Tier IV & V (1-3)           | International (0)         |

| Результат | Ранг | Дата           | Championship                                          | Покриття | Опонент                                | Рахунок       |
| --------- | ---- | -------------- | ----------------------------------------------------- | -------- | -------------------------------------- | ------------- |
| Поразка   | 1.   | 19 квітня 1999 | Hungarian Ladies Open, Угорщина                       | Ґрунт    | Sarah Pitkowski Sarah Pitkowski-Malcor | 2–6, 2–6      |
| Перемога  | 2.   | 9 травня 1999  | Warsaw Open, Польща                                   | Ґрунт    | Інес Горрочатегі                       | 7–5, 7–6      |
| Поразка   | 3.   | 21 травня 2000 | Antwerp, Бельгія                                      | Ґрунт    | Аманда Кетцер                          | 6–4, 2–6, 3–6 |
| Поразка   | 4.   | 15 липня 2001  | Internazionali Femminili di Tennis di Palermo, Італія | Ґрунт    | Анабель Медіна Гаррігес                | 4–6, 4–6      |
| Перемога  | 5.   | 29 липня 2001  | Orange Warsaw Open, Польща                            | Ґрунт    | Гала Леон Гарсія                       | 6–2, 6–2      |

### Парний розряд: 4 (2-2)
| Легенда: до 2009            | Легенда: починаючи з 2009 |
| --------------------------- | ------------------------- |
| Турніри Великого шолома (0) |                           |
| WTA Championships (0)       |                           |
| Tier I (0-1)                | Premier Mandatory (0)     |
| Tier II (0)                 | Premier 5 (0)             |
| Tier III (0-1)              | Premier (0)               |
| Tier IV & V (2-1)           | International (0)         |

| Результат | Ранг | Дата           | Championship                    | Покриття  | Партнерing      | Опонент                        | Рахунок       |
| --------- | ---- | -------------- | ------------------------------- | --------- | --------------- | ------------------------------ | ------------- |
| Перемога  | 1.   | 5 квітня 1999  | Estoril Open, Португалія        | Ґрунт     | Алісія Ортуньйо | Anna Foldenyi Ріта Куті-Кіш    | 7-6 3-6 6-3   |
| Поразка   | 2.   | 16 квітня 2000 | Estoril Open, Португалія        | Ґрунт     | Аманда Гопманс  | Тіна Кріжан Катарина Среботнік | 0–6, 6–7(9)   |
| Перемога  | 3.   | 23 квітня 2000 | Hungarian Ladies Open, Угорщина | Ґрунт     | Любомира Бачева | Єлена Костанич Сандра Начук    | 6–0, 6–2      |
| Поразка   | 4.   | 1 жовтня 2000  | BGL Luxembourg Open, Люксембург | Килим (i) | Любомира Бачева | Александра Фусаї Наталі Тозья  | 3–6, 6–7(0–7) |

## Досягнення в одиночних змаганнях Великого Шлему
| Турнір                           | 1996 | 1997 | 1998 | 1999 | 2000 | 2001 | 2002 | 2003 | 2004 | SR    |
| -------------------------------- | ---- | ---- | ---- | ---- | ---- | ---- | ---- | ---- | ---- | ----- |
| Australian Open                  | A    | 1р   | 2р   | 1р   | 1р   | 1р   | 1р   | 2р   | 1р   | 2–8   |
| French Open                      | A    | 1р   | 1р   | 3р   | 1р   | 3р   | 2р   | 1р   | A    | 5–7   |
| Вімблдонський турнір             | A    | 2р   | 1р   | 1р   | 3р   | 2р   | 1р   | 1р   | A    | 4–7   |
| Відкритий чемпіонат США з тенісу | 2р   | 1р   | 1р   | 1р   | 1р   | 1р   | 2р   | 1р   | A    | 2–8   |
| Перемоги-Поразки                 | 1–1  | 1–4  | 1–4  | 2–4  | 2–4  | 3–4  | 2–4  | 1–4  | 0–1  | 13–30 |